# Шишков, Михаил Васильевич
Михаил Васильевич Шишков (1895, Кошукская волость, Туринский уезд, Тобольская губерния, Российская империя — 1922, Алупка, РСФСР) — российский революционер, советский государственный деятель.

## Биография
Уроженец Кошукской волости Туринского уезда Тобольской губернии, переехал с семьёй в Тюмень в 1907 году.
Маркировщик пароходства Плотникова (1908), рабочий лесопилки Селянкина (1908—1910), член эсдековского кружка (с 1913), солдат 19-го запасного стрелкового полка Омского военного округа (1915—1917), член РСДРП (с 1916), член Совета рабочих, крестьянских и солдатских депутатов (с октября 1917), лидер большевистской фракции Совета рабочих, солдатских и крестьянских депутатов (1917), один из инициаторов организации тюменской большевистской организации, член, первый секретарь Тюменского горкома РСДРП(б)/РКП(б) (6 (19) декабря 1917 года — август 1918), работник политотдела 3-й Красной армии (1918—1919), член бытовой коммуны (1919), заместитель председателя губсовнархоза (1920—1922), председатель профсоюза советских торговых служащих (1920—1922), активный участник подавления Западно-Сибирского восстания, которое к середине февраля 1921 года охватило почти всю Тюменскую губернию..
Умер от туберкулёза в санатории в Алупке (1922).

## Память
3 июня 1966 года именем Михаила Васильевича Шишкова названа улица в городе Тюмень